# Gymnopternus lividifrons
Gymnopternus lividifrons är en tvåvingeart som beskrevs av Van Duzee 1926. Gymnopternus lividifrons ingår i släktet Gymnopternus och familjen styltflugor. Inga underarter finns listade i Catalogue of Life.